# Банда Николая Сафонова
Банда Николая Сафонова — крупная банда, действовавшая с 1917 по 1920 год в Москве, одна из самых жестоких банд в советской истории.

## История банды
Создателем и лидером банды был ранее судимый шесть раз Николай Михайлович Сафонов по кличке Сабан, выходец из Тамбовской губернии. Его ближайшим помощником был уголовник по кличке «Капитан». У обоих налётчиков был немалый опыт по части краж, грабежей, взломов, были несколько судимостей, годы каторжных работ. В банду Сабана вошли и другие уголовники.
Образованная Сафоновым банда со временем стала одной из самых многочисленных в Москве. Она состояла из 34 человек. По оперативным данным угрозыска и МЧК, в банде был советник из бывших офицеров, именно он разрабатывал тактику налётов. Банда была разделена на две группы, одной из которых руководил Александр Андреев по кличке Зюзюка, а другой — Николай Павлов по кличке Козуля. Кроме того, она делилась на ударные группы — группу разведки, захвата, прикрытия и отхода.
Дисциплина была сходна с военной, за попытку неповиновения Сабан лично расстреливал сообщников. Перед каждым ограблением Сабан давал указание, не церемониться с жертвами ограбления и убивать всех, кто может помешать поставленной цели. Главное добыча – а не то, скольких жертв она будет стоить. За время своего существования банда совершила несколько десятков вооружённых нападений и награбила денег и ценностей на сумму около 4,5 миллиона рублей. Награбленное бандиты обычно увозили на дачу в Сокольники, где и делили между собой. Участники банды убили более 30 человек. Их своеобразным почерком было совершение массовых убийств.
Одним из первых преступлений банды было вооружённое ограбление особняка. Добычей грабителей стало около 200 тысяч рублей. Во время налёта Павлов изнасиловал дочь хозяина особняка.
Через какое-то время поздним вечером бандиты ограбили на 1,5 миллиона рублей фабриканта Иванова и перед уходом хладнокровно убили его и всю его семью.
Однажды, узнав от разведчиков своей банды, что его активно разыскивают муровцы, Сабан явился в одно из отделений милиции, где открыв огонь из двух пистолетов и выхватив бомбу, буквально разогнал всех сотрудников.
Самым громким преступлением банды стало убийство в январе 1919 года шестнадцати постовых милиционеров. Бандиты, сидя в автомобиле, подзывали к себе постового, чтобы узнать, как проехать в то или иное место, а когда милиционер приближался к машине, стреляли в него несколько раз в упор. Эти преступления породили среди москвичей множество разных слухов, в том числе о неких «чёрных мстителях», убивающих милиционеров. Постовые стали отказываться дежурить в одиночку, что вызвало соединение нескольких сторожевых единиц в пикете.
Несмотря на использование всех сил Московского уголовного розыска, поиски Сабана не были успешными. Однажды сотрудники милиции устроили на него засаду, но он, при встречном обстреле, ранил одного милиционера и сумел бежать. Он решил отсидеться в Хамовниках, готовя новые преступления.
Далее бандиты совершили налёт на рабочий кооператив, где похитили из кассы четыреста тысяч рублей. При дележе Сабан забрал себе большую часть денег.
Вечером 26 апреля 1919 года Капитана, проезжавшего на извозчике мимо Большого театра, узнал сотрудник МЧК. При попытке задержания, Капитан соскочил с извозчика, бросил бомбу, которая взорвалась, но никому не причинила вреда, и бросился бежать. Капитан забежал в Большой театр, но выходы из театра были перекрыты милицией. Капитан был задержан и отправлен в МЧК для допроса.
В связи с этим, Сабан решил на время скрыться из Москвы. Он отправился в небольшой городок Лебедянь Тамбовской губернии к родственникам. Однажды между Сабаном и родственниками возникла ссора, перешедшая в потасовку. Сабан убил всю семью своей родной сестры, состоявшую из восьми человек, в том числе детей. Соседи, услышавшие крики из дома, успели схватить главаря банды, и, несмотря на требования представителей власти сделать всё по закону, убили Сафонова.

## Банда под руководством Морозова
После гибели Сафонова банду возглавил Павел Морозов, по кличке Паша Новодеревенский, бывший каторжник, жестокий вор-рецидивист. Его подчинёнными были Степан Смирнов по кличке Стёпка Рябой, Сергей Капустин по кличке Серёжка Капустка, Чернышёв по кличке Тефти-Вефти, Бочкарёв по кличке Егорка Татарин, Иван Парышев, Антошка Косой, Павел Архипов по кличке Пашка Глухой, Иван Барабанов по кличке Вороной Ванька и другие, всего 30 человек. Большинство участников банды ещё до Октябрьской революции были осуждены на каторжные работы за разбойные нападения.
Несколько дней разведчики банды изучали все подходы к кассе фабрики «Богатырь». Выяснив, что настоящей охраны там нет, бандиты ворвались в помещение кассы и, похитив 660 тысяч рублей, быстро покинули место преступления и на автомобиле группы отхода скрылись.
Затем бандиты выяснили, что у одного артельщика первой стрелковой школы на переезде села Карачарова была крупная сумма денег после продажи части своей сельскохозяйственной продукции. Бандиты убили артельщика и милиционера, похитив около 150 тысяч рублей.
Далее бандиты совершили нападение на дом крестьянина Исаева, проживавшего на станции Владычино Нижегородской железной дороги. Попытавшийся защищаться Исаев был застрелен, также были убиты жена и дети. На этот раз добычей налётчиков стало около 100 тысяч рублей.
По возвращении в Москву, бандиты готовили налёт в центре. Наводчики вышли на одного состоятельного человека, и на следующий день участники банды совершили нападение на его дом. Налётчики убили хозяина дома и всю его семью — всего 5 человек. Их выводили из дома по одному, вели в сарай и там убивали топором. Известие об этом преступлении потрясло всю Москву, по столице снова пошли страшные слухи. Через 2 дня бандиты совершили такое же преступление, ограбив дом и убив топором домочадцев.
Позже на платформе Соколовская Ярославской железной дороги бандиты ограбили местную аптеку и изнасиловали жену аптекаря. Свидетели этого преступления смогли выбежать из аптеки и подняли шум. В ответ бандиты вышли на платформу и убили десятерых служащих железной дороги.
Затем участники банды уехали на поезде в Богородский уезд. В деревне Глобово они ограбили дом, при этом убив хозяина и всю его семью. 

## Конец банды
Участник банды Михаил Михайлов по кличке Мишка Хиваблиз был задержан сотрудниками уголовной секции МЧК на Краснохолмской набережной. В момент ареста он оказал отчаянное вооружённое сопротивление и, отстреливаясь, убил проходящую мимо женщину. Самого Михайлова ранили, при обыске у него отобрали револьвер и английскую бомбу. Во время допроса он всё отрицал. Тогда ему устроили очную ставку с одним бандитом, и тот выдал своего сообщника. Так стало известно о существовании банды Пашки Новодеревенского.
Позднее на квартире его сожительницы в Кускове оперативникам удалось задержать Сергея Капустина и при обыске конфисковать оружие: два заряженных револьвера системы «маузер», «наган», один «смит-вессон», один капсюль от бомбы, обойму с патронами к кольту, заряженную винтовку и 6 пачек патронов к ней. Допрос был на месте, Капустин начал давать показания. От него узнали, где скрывается Павел Морозов. Наряд милиции был направлен в Перово. Милиционеры окружили дом, перекрыли все подходы к нему. Двое бандитов, засевшие в доме, стали отстреливаться, но были ранены и задержаны. По показаниям находившейся в доме сожительницы Пашки Новодеревенского милиционеры установили, что часть налётчиков рано утром отправилась на ограбление в дачную местность в Щёлково по Ярославской железной дороге. Точный адрес женщина не знала, но сказала, где могла находиться ещё одна группа бандитов — в Перово, в квартире заведующего складом бывшей фирмы братьев Нобель. Выехав по этому адресу, милиционеры попытались задержать находившихся там Степана Смирнова и Петра Милешина, но те стали отстреливаться. В итоге Смирнов был убит, а Милешин сдался. Он назвал возможное местопребывание активного участника банды Ивана Нарышева — дом у Рогожской заставы.
Милиционеры окружили этот дом и попытались войти в ворота. В это время находившийся на чердаке Нарышев открыл огонь по милиционерам из двух револьверов. В завязавшейся перестрелке Нарышев был ранен, задержан и позже на допросе выдал тайную базу Морозова. 15 февраля 1920 года милиционеры устроили засаду на этой базе, 17 февраля они арестовали там бандита по фамилии Бочкарёв. На следующий день на базу пришёл сам Морозов вместе с Петром Чернышёвым и Антоном Косым. Завязалась перестрелка, бандиты выбежали во двор, старались уйти к лесу. В результате перестрелки Чернышёв был убит, Косой и Морозов ранены. Они взорвали бомбу и сумели скрыться. От взрыва никто не пострадал.
7 мая 1920 года был арестован Павел Архипов по кличке Пашка Глухой, у него было изъято 2 револьвера.
Впоследствии главарь банды Павел Морозов во время ссоры при дележе награбленных ценностей был убит рядовым участником банды — Иваном Барабановым по кличке Ванька Вороной. Все остальные арестованные бандиты по постановлению коллегии МЧК были расстреляны.